# Patronaatsgebouw (Mierlo)
Het Patronaatsgebouw van Mierlo is gebouwd in 1914 met steun van de familie Van Scherpenzeel-Heusch. De familie Van Scherpenzeel-Heusch waren voorheen de heren van Mierlo toen Mierlo nog een heerlijkheid was. Het wapen van deze familie, met als motto In pharetra et sagitta ('Met de pijl in de koker'), bevindt zich nog steeds boven de ingang. 
Boven de ingang bevindt zich ook een beeld van Sint Ludovicus, patroon van de Derde Orde van Sint Franciscus. Mogelijk werd het beeld geplaatst ter ere van de naamheilige van de bekende politicus Jan Lodewijk van Scherpenzeel-Heusch (1799-1872).
Het patronaat diende als kosterswoning en als ontmoetingsplaats voor de parochianen van de Sint-Luciaparochie van Mierlo. In 2004 werd het gebouw met behoud van historische elementen gerestaureerd en uitgebreid. Op 2 oktober 2004 vond de heropening van het patronaat plaats.